# Постников, Анатолий Васильевич
Анатолий Васильевич Постников (28 марта 1933 — 2 сентября 2008) — российский агрохимик и почвовед, член-корреспондент ВАСХНИЛ (1990) и РАСХН (1991).
Родился в Москве. Окончил Московскую сельскохозяйственную академию им. К. А. Тимирязева (1956).
- 1956—1958 агроном МТС,
- 1958—1960 заведующий районной агрохимлабораторией.
- 1960—1964 ассистент кафедры агрохимии МСХА,
- 1964—1979 начальник ГУ химизации МСХ РСФСР.

В 1979—1997 директор, с 1998 г. научный консультант Всероссийского н.-и. и проектно-технологического института химизации сельского хозяйства.
Научные интересы: баланс питательных веществ в почве, расчёт потребности в удобрениях по регионам; разработка программ химизации сельского хозяйства.
Кандидат с.-х. наук (1964), член-корреспондент РАСХН (1990).
Награждён орденом «Знак Почёта», медалями «За доблестный труд. В ознаменование 100-летия со дня рождения Владимира Ильича Ленина», «Ветеран труда», медалями ВДНХ, Почётной грамотой Верховного Совета РСФСР.
Публикации:
- Пункты химизации / соавт. В. С. Картомышев. — М.: Росагропромиздат, 1989. — 64 с.
- Химизация сельского хозяйства. — М.: Росагропромиздат, 1989. — 222 с.
- Новое в использовании селена в земледелии / соавт. Э. С. Илларионова. — М., 1991. — 43 с.